# Audismus
Als Audismus (von engl. audism) bezeichnet man eine Geisteshaltung, die gegen taube und schwerhörige Personen gerichtet ist, woraus sich verschiedene Formen von systematischen Diskriminierungen derselben ableiten lassen. Audismus ist eine Form des Ableismus.

## Beschreibung
Die Geisteshaltung des Audismus betont die hohe Wertschätzung des Gehörs und Sprechens und bedauert taube bzw. gehörlose oder hochgradig hörbehinderte Menschen mit dem „Defekt“ des Nichthörens und Nichtsprechens, denen medizinisch und elektrotechnisch durch ein Hörgerät oder Cochlea-Implantat geholfen werden sollte. Auch werden dadurch die von tauben Menschen geschaffenen Gebärdensprachen, die damit verbundene Gehörlosenkultur und ihre Lebensweise abgewertet. 
Taube Menschen werden generell durch ihre Gehörlosigkeit stigmatisiert; sie sind deswegen strukturellen Diskriminierungen und Unterdrückung ausgesetzt. Hörende ignorieren die Bedürfnisse Betroffener und lassen zu, dass taube und schwerhörige Personen benachteiligt werden. 
Aus Sicht Betroffener ist es beispielsweise die fehlende Nutzung der Gebärdensprache in der allgemeinen Gesellschaft, die taube Menschen behindert, nicht deren Hörunfähigkeit. Die Gesellschaft im Gegensatz betrachtet die Hörunfähigkeit als das Problem überhaupt, das es zu berichtigen gilt. Nach ihr heißt es, sie „leiden“ an Taubheit; die Gesellschaft müsse sich nicht in Verhalten und Betrachtungsweise gegenüber ihnen ändern. Vielmehr sollten taube und hochgradig hörbehinderte Menschen sich an die Konventionen und Normen der Hörenden anzupassen lernen. Das geschieht seit dem Beginn der Surdopädagogik. So wird der taube Mensch beispielsweise gezwungen, nur die Lautsprache zu lernen, was viel Unterrichtszeit für die deutliche Artikulation der Lautsprache zum Nachteil der Allgemeinbildung erfordert. Die Gebärdensprache wird unterdrückt. Das geht in der Geschichte unter dem Terminus „(reiner) Oralismus“ einher. Als dessen Endeffekt werden viele taube Menschen zu Halbgebildeten und funktionellen Analphabeten in der Sprache der Majorität und deswegen wird ihr Leben in vielen Bereichen fremdbestimmt. 
Audismus kann unangenehm ausarten, wie der obenerwähnte Oralismus, Eugenik, Diskriminierungen in Rede und Tat im Beruf und allgemeinem Leben, Missachtung von den Institutionen (Staat, Presse, Fernsehen, Politik, Medizin, Technik, Sprache unter anderen). Er kann auch bei manchen tauben und schwerhörigen Personen zum Vorschein kommen, wenn sie die Mentalität ihres hörenden Umfelds internalisieren.
Überlegungen, wie der Audismus in der Gesellschaft reduziert werden kann, werden in der Diskussion um Audismus gestellt. Dies kann als „Anti-Audismus“ begriffen werden.

## Begriffsgeschichte
Der Begriff wurde 1975 in der nicht veröffentlichten, englischsprachigen Doktorarbeit von Tom Humphries Audism: The Creation of a Word eingeführt und zwar definiert als „Sich-besser-Dünken“-Verhalten gegenüber tauben Menschen von Menschen, die besser hören und sprechen können als diese. Erst seit 1992 wird der Begriff auch von anderen Autoren aufgegriffen und untersucht. Er wird auch danach extensiv in Foren und Blogs in vielen Ländern diskutiert und in einigen Filmen dargestellt.
Der erste Autor nach Tom Humphries, Harlan L. Lane, erweitert den Begriff auf Diskriminierungen gegen taube und schwerhörige Menschen und Herabsetzung der Gehörlosenkultur durch Hörende. Nach ihm seien taube Personen keine Menschen mit Defekt, sondern bildeten eine eigenartige ethnische Gruppe. Sie hätten eine Kultur sui generis, eigene Riten und kulturelle Praktiken und würden untereinander heiraten. Lane lehnt Cochlea-Implantation aus diesem Grund ab.